# اولیور مینتزلاف
اولیور مینتزلاف (انگلیسی: Oliver Mintzlaff؛ زادهٔ ۱۹ اوت ۱۹۷۵) دونده دو استقامت سابق اهل آلمان و مدیر فوتبال شرکت رد بول در کشور آلمان است. وی مدیرعامل باشگاه فوتبال لایپزیگ در آلمان می باشد.